# Imposto de carbono

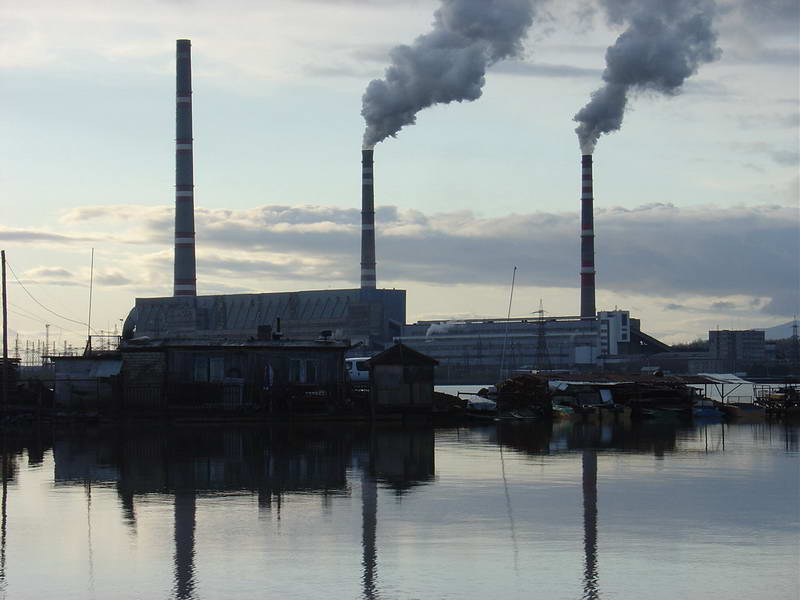
Usina de energia a base de carvão em Luchegorsk, Russia. O imposto de carbono taxaria o CO_{2} emitido pela usina de energia.

Imposto de carbono, ou imposto sobre emissões, ou ainda taxação de carbono, é um imposto sobre bens cuja produção é responsável por grandes emissões de gases de efeito estufa (GEE). O imposto é aplicado proporcionalmente de acordo com a quantidade de carbono envolvida em um produto ou serviço através de métricas bem definidas, como US$/tonelada de CO2eq. Na sua forma mais simples, o imposto de carbono abrange apenas as emissões de dióxido de carbono (CO2). No entanto, pode abranger outros gases com efeito de estufa, como o metano ou o óxido nitroso, tributando essas emissões com base em seu potencial de aquecimento global em equivalentes de CO2 (CO2eq).
A taxação de carbono procura precificar e internalizar os custos socioambientais ocultos das emissões de gases de efeito estufa (vide Externalidades negativas). Ou seja, o imposto de carbono é projetado para reduzir as emissões de GEE através do aumento dos preços dos combustíveis fósseis, diminuindo a demanda por bens e serviços carbono-instensivos (responsáveis por muitas emissões). Dessa forma, o imposto de carbono pode ser considerado um imposto pigouviano.
A matriz energética mundial é dominada por combustíveis fósseis. Durante a queima desses hidrocarbonetos (carvão, petróleo e gás natural) a maior parte do seu carbono é transformado em CO2 — o principal gás responsável pelo aquecimento global antrópico e pelas mudanças climáticas. Os impostos de carbono oferecem um meio potencialmente eficaz de reduzir as emissões de gases com efeito de estufa.
Impostos sobre o carbono podem apresentar caráter regressivo, na medida em que afetam direta ou indiretamente grupos de baixa renda de forma desproporcional. O impacto regressivo de impostos sobre o carbono poderia ser resolvido usando as receitas fiscais para favorecer a grupos de baixa renda.

## Impacto econômico e socioambiental
Pesquisas mostram que impostos sobre o carbono reduzem efetivamente as emissões de gases de efeito estufa. A maioria dos economistas afirma que os impostos sobre o carbono são a forma mais eficiente e eficaz de combater as mudanças climáticas, com os menores efeitos econômicos adversos.
Um estudo descobriu que o imposto sobre o carbono da Suécia reduziu com sucesso as emissões de dióxido de carbono dos transportes em 11%. Um estudo de 2015 conduzido na Colúmbia Britânica (Canadá) descobriu que os impostos reduziram as emissões de gases de efeito estufa em 5 a 15%, enquanto tiveram efeitos econômicos globais negligenciáveis. Outro estudo de 2017 na Colúmbia Britânica determinou que, em geral, as indústrias se beneficiaram do imposto e houve "aumentos anuais de emprego pequenos, mas estatisticamente significativos, de 0,74%". No entanto, indústrias intensivas em carbono e sensíveis ao comércio foram afetadas negativamente. Um estudo de 2020 sobre impostos sobre o carbono em democracias ricas mostrou que eles não limitaram o crescimento econômico.
Os impostos sobre o carbono podem aumentar os preços da eletricidade. Vários estudos descobriram que, na ausência de um aumento nos benefícios sociais e créditos fiscais, um imposto sobre o carbono afetaria mais duramente os lares pobres do que os ricos. No entanto, o professor e economista Gilbert E. Metcalf contestou que os impostos sobre o carbono seriam regressivos nos Estados Unidos.